# Öretjärnen (Ströms socken, Jämtland)
Öretjärnen är en sjö i Strömsunds kommun i Jämtland och ingår i Indalsälvens huvudavrinningsområde.